# سيدي أحمد أتابك
سيد أحمد (ويُعرف كذلك بأسم سيدي أحمد) بن عز الدين محمد بن شجاع الدين محمود بن عز الدين حسين.
أتابك لورستان الثامن عشر من عائلة الاتابكة بني خورشيد.
و الحاكم الرابع من الأسرة الحسينية (أسرة عز الدين حسين أتابك).

## توليه الحكم
بعد أحتلال تيمورلنك لبلاد اللور في عهد والد سيد أحمد (الأتابك عز الدين ملك الرابع)، تم نفي الأتابك إلى سمرقند، لكنه أعُيد إلى منصبه بسبب أختلال وضع لورستان بدونه، إلا أن تيمورلنك فرض على الأتابك عز الدين ملك الرابع ضريبة فادحة جداً تفوق قدرة بلاد اللور، لذلك لم يستطيع الاتابك عز الدين من إرسال كامل الضريبة إلى المغول، لذلك توجه ضباط المغول وقادة المغول المتمركزين في لورستان إلى قصر الأتابك ودخلوا عليه بحضور إبنه وولي عهده الأمير سيدي أحمد أتابك وتكلموا معه بفظاظة وسوء معاملة وهددوه بالقتل، فغضب منهم الأمير سيد أحمد لأهانتهم والده الأتابك، لذلك حاول القضاء عليهم لكنهم شعروا بمحاولته فتعقبوه محاولين قتله، إلا أنه أفلت بأعجوبة منهم حتى وصل إلى جبال كوركوه المنيعة بصحبة أنصاره وعساكره وصار يقوم بغارات خاطفة من هناك.
بسبب غارات سيد أحمد أتابك التي اقلقت السلطات المغولية، اتجه ضباط المغول إلى القصر وقاموا باعتقال الأتابك عز الدين ملك الرابع بتهمة التمرد وشق عصا الطاعة على الحكم المغولي، فقاموا بالحكم عليه بالإعدام بسلخ جلده عام 1401م، وبالفعل تم تنفيذ حكم الإعدام بحقه وعُلقت جثته لمدة أسبوع في المكان المعروف بأسم (بازار سلطانية) أو (سوق السلطانية).
أنتقل الحكم تلقائياً إلى الأمير سيدي أحمد أتابك بأعتباره الوريث الشرعي للاتابك، إلا أنه بسبب مكانه البعيد بين الجبال فالأمير سيد أحمد لم يسمع اصلاً بأمر إعدام والده إلا بعد مرور عدة أيام.

## فترة حكمه (قيادته)
حزن سيدي أحمد أتابك حزناً شديداً بعد ان سمع بإعدام والده الاتابك عز الدين ملك، لذلك قام بتصعيد الغارات الحربية، فصار يقتل العديد من جنود وضباط المغول وأستمر بهذه الغارات مدة 6 سنوات جاعلاً من جبال كوركوه مركزه، إلا أنه بعد وفاة تيمورلنك وبعد تعاقب عدة حكام مغول ضعف حكم المغول، فأسس الاتابك سيد أحمد حكومته بحلول عام 810ھ/1407م وصار يحكم لورستان بشكل مستقل (وأن كان حكمه على شكل حكم عسكري)، وكذلك ظل محافظاً على أسلوبه في شن الغارات على سلطات المغول بين فترة وأخرى.

## وفاته
ظل الاتابك سيدي أحمد يحكم لورستان بعد أن أسس حكومته قرابة 5 سنوات، حتى وفاته عام 815ھ/1412م، فتسلم من بعده الحكم شقيقه الأمير شاه حسين أتابك.